# Murmúrios do Guaíba
Murmúrios do Guaíba foi uma revista literária brasileira publicada no Rio Grande do Sul no século XIX.
Criada por José Bernardino dos Santos,  destacava romances, contos, poemas, peças de teatro e textos críticos do próprio Bernardino, de Bernardo Taveira Júnior, Apolinário Porto Alegre, Carlos Ferreira, entre outros. 
Segundo alguns autores, teria sido criada depois de uma divergência entre membros da Sociedade Partenon Literário, porém tal questão não é clara, parecendo mais provável que tenha sido criada para preencher o vácuo deixado
pela interrupção temporária da Revista Mensal em dezembro de 1869, ambas utilizando-se de idêntica estrutura na divulgação literária.
Circulou de janeiro a junho de 1870, na cidade de Porto Alegre; teve um total de seis edições.